# Artur Tammiko
Artur Tammiko, gebürtig Alfred Prunn (* 29. Maijul. / 11. Juni 1903greg. in St. Petersburg, Russisches Kaiserreich; † 25. Dezember 1981 in Tallinn, Estnische SSR), war ein estnischer Fußballspieler und Theologe deutsch-baltischer Herkunft. Mit der Estnischen Fußballnationalmannschaft spielte Tammiko im Jahr 1920 im Ur-Länderspiel der Republik Estland gegen eine Auswahl aus Finnland.

## Leben
Artur Tammiko wurde im Jahr 1903 als Sohn von Johannes Prunn und seiner Frau Louise (geborene Jolldorf) in St. Petersburg im Russischen Kaiserreich geboren. Er wurde unter dem Namen Alfred Prunn getauft, bevor im Jahr 1931 sein Vor- und Nachname estnisiert wurde. Im Oktober 1920 nahm Tammiko (noch unter dem Namen Alfred Prunn) mit der Estnischen Nationalmannschaft am ersten Länderspiel in der Geschichte der noch jungen Nation gegen Finnland teil. Im gleichen Jahr spielte er für den Verein JK Tallinna Kalev. Im Jahr 1927 schloss er ein Studium am Abendgymnasium in Tallinn erfolgreich ab. In den Jahren 1931, 1934 bis 1940 und 1942 bis 1943 studierte er Wirtschaftswissenschaften an der Universität Tartu. Ab dem 16. Dezember 1945 war er als Theologe der Estnischen Evangelisch-Lutherischen Kirche (EELK) in Kihelkonna, Kaarma, Kuressaare, Muhu, Rõuge und Riisipere tätig. 
Artur Tammiko starb 1981 im Alter von 78 Jahren in Tallinn. Er wurde auf dem Friedhof Liiva im gleichnamigen Stadtteil von Tallinn beerdigt.